# Kasakowo (Kaliningrad)
Kasakowo (russisch Казаково, deutsch Gerschwillauken, litauisch Geršvilaukiai) ist ein Ort in der russischen Oblast Kaliningrad. Er gehört zur kommunalen Selbstverwaltungseinheit Stadtkreis Gussew im Rajon Gussew.

## Geographische Lage
Kasakowo liegt neun Kilometer südwestlich der Stadt Gussew (Gumbinnen) in einer Flussschleife der Angerapp (russisch: Angrapa) und ist über eine Landwegverbindung von der Nebenstraße von Gussew über Iwaschkino (Kollatischken/Langenweiler) nach Majakowskoje (Nemmersdorf) aus zu erreichen.

## Geschichte
Im Jahre 1583 wurde der damals noch Schlieszellen genannte und auch heute noch kleine Ort erstmals erwähnt. Vor 1945 bestand er im Wesentlichen nur aus einem großen Hof. Im Jahre 1874 wurde Gerschwillauken in den neu errichteten Amtsbezirk Nemmersdorf eingegliedert. Er bestand bis 1945 und gehörte zum Kreis Gumbinnen im Regierungsbezirk Gumbinnen der preußischen Provinz Ostpreußen.
45 Einwohner waren im Jahre 1910 in Gerschwillauken gemeldet. 25 Jahre später – am 1. August 1935 – gab die damalige Landgemeinde ihre Eigenständigkeit auf und wurde in die Nachbargemeinde Jungort (bis 22. Januar 1935: Kiaulkehmen, russisch: Dunajewka, heute nicht mehr existent) eingemeindet.
Im Jahre 1945 wurde Gerschwillauken wie alle anderen Orte im nördlichen Ostpreußen der Sowjetunion überstellt. 1950 erhielt der Ort die russische Bezeichnung „Kasakowo“ und wurde gleichzeitig dem Dorfsowjet Majakowski selski Sowet im Rajon Gussew zugeteilt. Von 2008 bis 2013 gehörte Kasakowo zur Landgemeinde Majakowskoje selskoje posselenije und seither zum Stadtkreis Gussew.

## Kirche
Mehrheitlich war die Bevölkerung Gerschwillaukens vor 1945 evangelischer Konfession. Das Dorf war in das Kirchspiel der Kirche Nemmersdorf (der Ort heißt heute russisch: Majakowskoje) eingepfarrt und gehörte somit zum Kirchenkreis Gumbinnen in der Kirchenprovinz Ostpreußen der Kirche der Altpreußischen Union. Heute liegt Kasakowo im Einzugsbereich der neu entstandenen evangelisch-lutherischen Gemeinde der Salzburger Kirche in Gussew (Gumbinnen). Sie ist Teil der Propstei Kaliningrad (Königsberg) der Evangelisch-lutherischen Kirche Europäisches Russland.